# Ove Stefansson
Ove Stefansson (ibland Owe Stefansson), folkbokförd Lars Ove Cronje Steffansson, född 6 maj 1937 i Varberg i Halland, död 16 juli 2014, var en svensk skådespelare.

## Biografi
Ove Stefansson var utbildad vid Malmö Stadsteaters elevskola och medverkade i filmer men framförallt vid Radioteatern. Han medverkade i musikvideon till låten Den ensamme sjömannens födelsedag av rockbandet bob hund där han spelade en sjöman som sitter ensam på en restaurang.
Han var sedan 1970-talet sambo med skådespelaren Lena Nilsson (född 1945), med vilken han har sonen skådespelaren Jakob Stefansson (född 1972).
Ove Stefansson avled 2014. Hans dödsannons publicerades i Dagens Nyheter den 27 juli 2014.

## Filmografi
- 1966 – Den ödesdigra klockan
- 1976 – Långt borta och nära
- 1979 – Godnatt, jord (TV-serie)
- 1986 – Sammansvärjningen
- 1988 – Jungfruresan

## Teater

### Roller (ej komplett)
| År   | Roll                  | Produktion | Regi                | Teater                 |
| ---- | --------------------- | --- | ------------------- | ---------------------- |
| 1962 | Jimmy                 | Tolvskillingsoperan (Die Dreigroschenoper) Bertolt Brecht och Kurt Weill                                                                    | Gösta Folke         | Malmö stadsteater      |
| 1963 |                       | Dummerjöns Willy Keidser och Tylle Herlin                                                                                                   | Jan Lewin           | Malmö stadsteater      |
| 1965 |                       | Victor eller den lille avslöjaren (Victor ou les Enfants au pouvoir) Roger Vitrac                                                           | Sandro Malmquist    | Malmö stadsteater      |
| 1966 |                       | Adam och Vera i Blackeberg Bo Sköld | Eva Sköld           | Malmö stadsteater      |
| 1966 |                       | Det blåser i sassafrasträdet eller Rödskinn och råskinn och Det lilla praktskjutet (Du vent dans les branches de sassafras) René de Obaldia |                     | Malmö stadsteater      |
| 1968 | Max                   | Jaktscener (Jagdszenen aus Niederbayern) Martin Sperr                                                                                       | Ernst Günther       | Stockholms stadsteater |
| 1969 |                       | Kalle Perssons första krig Max Lundgren | Karl Rune Johansson | Malmö stadsteater      |
| 1970 |                       | Oss pojkar emellan (The Boys in the Band) Mart Crowley                                                                                      | Pierre Fränckel     | Malmö stadsteater      |
| 1971 | Rådhjälpare m. fl.    | De vilda svanarna (De vilde Svaner) H.C. Andersen                                                                                           | Fred Hjelm          | Stockholms stadsteater |
| 1972 | Medverkande           | Jorden runt på 80 dagar (Le Tour du monde en quatre-vingts jours) Bengt Ahlfors efter Jules Vernes roman                                    | Jonas Cornell       | Stockholms stadsteater |
| 1975 | En tjuv Fellah        | Peer Gynt, del II Henrik Ibsen | Fred Hjelm          | Stockholms stadsteater |
| 1979 | Marko                 | Platonov (Платонов, Platonov) Anton Tjechov                                                                                                 | Otomar Krejča       | Stockholms stadsteater |
| 1980 | Poeten                | Hoppla, vi lever! (Hoppla, wir leben!) Ernst Toller                                                                                         | Fred Hjelm          | Stockholms stadsteater |
| 1982 | Starosten             | Brott och straff (Преступление и наказание, Prestuplenije i nakazanije) Fjodor Dostojevskij                                                 | Jan Håkanson        | Stockholms stadsteater |
| 1984 | Josef Julius Wecksell | Daniel Hjort eller Skuggornas hämnd Josef Julius Wecksell                                                                                   | Jan Håkanson        | Stockholms stadsteater |
| 1995 | Jellaby               | Arkadien (Arcadia) Tom Stoppard | Frej Lindqvist      | Stockholms stadsteater |